# Жълто-розова мухоморка
Жълто-розова мухоморка (Amanita gemmata) е гъба от род Мухоморки. Обикновено има бледожълт цвят на сухи терени и яркожълт царевичен цвят във влажни. Среща се в гората. Съществуват два вида – неядливи гъби, но безопасни, не се консумират заради жилавост и неприятен вкус и токсични гъби, съдържат отрова, но тя е рядко смъртоносна, обаче този вид гъби могат да бъдат халюциногенни.